# Scandi Line

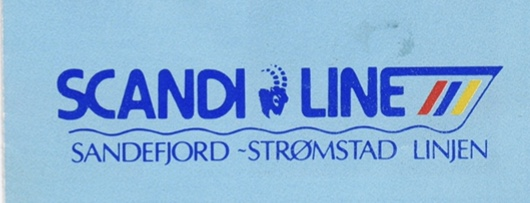

Scandi Line war eine norwegische Reederei. Sie betrieb eine Fährverbindung von Sandefjord nach Strömstad.
1986 nahm Scandi Line mit der Bohus den Betrieb auf. Im April 1989 wurde die Bohus von der Linie abgezogen.
Ab 1988 wurde mit der Bohus II ein zweites Schiff auf der Route eingesetzt und blieb bis 1994 im Betrieb.
Im April 1992 kaufte Scandi Line die Sandefjord und setzte sie ab Mai 1992 ein.
Im Dezember 1993 kaufte Scandi Line die Lion Princess und setzte sie ab April 1994 als Bohus ein.
1999 wurde die Reederei von Color Line übernommen und forthin als Color Scandi Line betrieben. Die Schiffe Bohus und Sandefjord wurden übernommen. Ab Juni 2000 wurde auch die Color Viking von Color Scandi Line eingesetzt. Seit 2001 wird auch diese Route unter dem Namen Color Line betrieben.